# Achille Chainaye
Achille Chainaye (Luik, 26 augustus 1862 – Richmond (Londen), 20 december 1915) was een 19de- en 20ste-eeuws Belgisch beeldhouwer en journalist. Samen met Jean-Marie Gaspar lag hij aan de basis van de heropleving van de beeldhouwkunst in Wallonië.

## Persoonsgegevens
Chainaye had een broer Hector die schrijver was en een broer Armand die schilderde. Hij woonde vanaf eind 1885 in het Brusselse : Sint-Pietersstraat, 58 in Brussel en tegelijk rue Hemricourt, 37 in Luik (ca. 1884 – 1885)/Vooruitgangstraat, 355 c en Olijfboomstraat, 69 in Brussel (ca. 1886).

## Levensloop

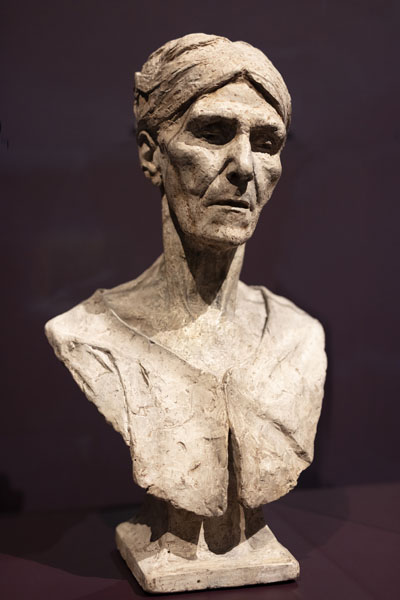
De stomme (1885)
Groeningemuseum, Brugge

Chainaye was leerling aan de Koninklijke Academie voor Schone Kunsten van Luik en daarna in het atelier van beeldhouwer Thomas Vinçotte, waarna hij een studiereis in Italië maakte.
Hij debuteerde in 1882. In 1883 werd Chainaye, kort na de stichting, lid van "Les XX", een avant-gardegroep te Brussel, bezield door de figuur van Octave Maus en gesticht door Franz Charlet, Jean Delvin, Dario De Regoyos, Paul Dubois, James Ensor, Willy Finch, Charles Goethals, Fernand Khnopff, Périclès Pantazis, Frans Simons en Théodore Verstraete.
Was hij medestichter van "Les XX", de relatie met de kring bekoelde onder meer omwille van zijn ontgoocheling omdat de Godecharleprijs 1884 werd toegekend aan zijn collega en rivaal/mede-vingtist Paul Dubois. Beeldhouwer Chainaye was wellicht het meest obscure, minst vatbare lid van "Les XX". In 1888 nam hij ontslag.
Hij werd lid van de vereniging van grafische kunstenaars Les Hydrophiles. In hun eerste tentoonstelling stelde hij de beeldhouwwerken Kinderhoofdje en Kinderbuste tentoon. In de tweede tentoonstelling in 1885 stelde hij sanguines tentoon : Studie en Portret van een jongen. In 1886 nam hij ontslag.
Er bestaan niet zoveel werken van hem. Dit kan te wijten zijn aan het feit dat ze dikwijls onthaald werden op hoongelach en spot.

## Tentoonstellingen
Tijdens zijn actieve beeldhouwerscarrière nam Chainaye deel aan de salons van "Les XX" en aan andere tentoonstellingen:
- Salon 1880, Cercle Artistique, Luik
- Salon 1881, Brussel: "De Visvangst" (gips) en "Het onderbroken bad" (gips)
- Salon 1881, Cercle Artistique, Luik: 2 bronzen medaillons
- Salon 1882, Antwerpen: "Typha" en twee portretbustes
- Salon 1882, Mechelen: 2 bronzen medaillons
- Salon 1883, Gent: "De boogschutter" en "Père Jacques"
- Internationale Koloniale en Uitvoerhandel Tentoonstelling in Amsterdam: "Een rabbijn" (gips)
- Salon 1884, "Les XX", Brussel:"Typha" ("Bloem van riet"), "De boogschutter", "De stomme" (was eigendom van Jef Lambeaux), "Jacques"
- Salon 1885, "Les XX", Brussel: "Vredige oever" (twee jonge vissers; geweigerd voor het officiële Salon 1884 in Brussel), "Vruchtbare aarde" (idem), "Célestin Demblon" en "Overwinnaar
- Salon 1886, "Les XX", Brussel: twee bronzen medaillons, "San Giovannino" (brons) en "Charles Goethals »)

## Journalistiek en politiek gedachtegoed
Chainaye wijdde zich na 1886 om geldelijke redenen hoofdzakelijk aan de journalistiek. Dit maakte zijn beeldhouwwerken mede zeldzaam. Hij schreef voor «Le Wallon» (1884), «Le National Belge» (1885) en «La Réforme» (1886). In «La Réforme» was zijn schrijversnaam «Champal».
Hij wordt, omwille van zijn politieke ideeën, door de Franstalige, Brusselse politieke partij Front démocratique des francophones beschouwd als een verre voorloper van hun gedachtegoed. In een toespraak op het 29ste Nederlands Congres te Brussel in 1906 verklaarde Achille Chainaye zich tegen "elke toenadering tot Holland, omdat, volgens hem, de Walen in België al last genoeg hadden van de Vlamingen, zonder die nog met de vijf miljoen Hollanders te komen versterken". In een verklaring aan het tijdschrift CoqWallon zei hij : "Servons-nous plutôt de l'idée de la séparation administrative comme menace, comme épouvantail" (Vertaling "Laten wij eerder gebruikmaken van het idee van een administratieve scheiding als een bedreiging, een afschrikmiddel.") Op 4 augustus 1914, toen de Eerste Wereldoorlog uitbrak, kwam de "Ligue wallonne du Brabant" een laatste maal bijeen onder het voorzitterschap van Achille Chainaye, waarbij hij opriep tot eenheid van alle Belgen om het vaderland te verdedigen. Hierna week hij uit naar Engeland en stierf er in december 1915.
Uit bewaarde correspondentie blijken er vriendschappelijke betrekkingen van Chainaye en James Ensor, ook na «Les XX». Ensor schonk Chainaye een vroege houtskooltekening uit zijn reeks van Oostendse vissersfiguren (met opdracht; veiling De Vuyst, Lokeren, oktober 1999).

## Musea
- Elsene/Brussel, Museum van Elsene: "Een rabbijn" (gips)
- Luik, Musée d'Art Wallon: "Koorknaap"
- Dendermonde, stadhuis : "Mannenbuste San Giovannino" (1886)